# سانست (لوئیزیانا)
سانست (به انگلیسی: Sunset) شهری در ایالت لوئیزیانا کشور ایالات متحده آمریکا است که جمعیت آن در سرشماری سال ۲۰۱۰ میلادی، ۲٬۸۹۷ نفر بوده‌است.